# Rivoli's kolibrie
De Rivoli's kolibrie (Eugenes fulgens) is een vogel uit de familie Trochilidae (kolibries). De vogel is genoemd naar de Franse amateur-ornitholoog François Victor Masséna, hertog van Rivoli.

## Verspreiding en leefgebied
Deze monotypische soort komt voor van de zuidwestelijke Verenigde Staten tot Honduras en Nicaragua.